# Martina Vondrová
Martina Vondrová-Chlumová (ur. 3 lipca 1972 w Jabloncu nad Nysą) – czeska biegaczka narciarska, reprezentująca też Czechosłowację, srebrna medalistka mistrzostw świata juniorów.

## Kariera
W 1991 roku wystąpiła na mistrzostwach świata juniorów w Reit im Winkl, gdzie zajęła 25. miejsce w biegu na 15 km. Podczas rozgrywanych rok później mistrzostw świata juniorów w Vuokatti wywalczyła srebrny medal w sztafecie. Była tam też ósma w biegu na 5 km stylem klasycznym i jedenasta w biegu na 15 km techniką dowolną.
W Pucharze Świata zadebiutowała 12 grudnia 1992 roku w Ramsau, zajmując 57. miejsce w biegu na 5 km stylem klasycznym. Wielokrotnie startowała w zawodach tego cyklu, jednak nigdy nie zdobyła punktów. W 1994 roku wystąpiła na igrzyskach olimpijskich w Lillehammer, gdzie zajęła między innymi 9. miejsce w sztafecie i 31. miejsce na dystansie 15 km stylem dowolnym. Brała też udział w mistrzostwach świata w Falun rok wcześniej, jednak plasowała się poza czołową trzydziestką.

## Osiągnięcia

### Igrzyska olimpijskie
| Miejsce | Dzień     | Rok  | Miejscowość | Konkurencja             | Czas biegu | Strata  | Zwyciężczyni     |
| ------- | --------- | ---- | ----------- | ----------------------- | ---------- | ------- | ---------------- |
| 31.     | 13 lutego | 1994 | Lillehammer | 15 km stylem dowolnym   | 39:44,5    | +5:44,6 | Manuela Di Centa |
| 47.     | 15 lutego | 1994 | Lillehammer | 5 km stylem klasycznym  | 14:08,8    | +2:18,5 | Lubow Jegorowa   |
| 44.     | 17 lutego | 1994 | Lillehammer | 5+10 km pościgowy       | 41:38,9    | +6:13,3 | Lubow Jegorowa   |
| 9.      | 21 lutego | 1994 | Lillehammer | Sztafeta 4 × 5 km       | 57:12,5    | +4:49,6 | Rosja            |
| 36.     | 24 lutego | 1994 | Lillehammer | 30 km stylem klasycznym | 1:25:41,6  | +9:08,5 | Manuela Di Centa |

### Mistrzostwa świata
| Miejsce | Dzień     | Rok  | Miejscowość | Konkurencja             | Czas biegu | Strata   | Zwyciężczyni      |
| ------- | --------- | ---- | ----------- | ----------------------- | ---------- | -------- | ----------------- |
| 42.     | 19 lutego | 1993 | Falun       | 15 km stylem klasycznym | 44:49,0    | +5:49,8  | Jelena Välbe      |
| 44.     | 27 lutego | 1993 | Falun       | 30 km stylem dowolnym   | 1:22:41,3  | +10:41,8 | Stefania Belmondo |

### Mistrzostwa świata juniorów
| Miejsce | Dzień    | Rok  | Miejscowość   | Konkurs                | Wynik   | Strata  | Zwyciężczyni        |
| ------- | -------- | ---- | ------------- | ---------------------- | ------- | ------- | ------------------- |
| 25.     | 8 marca  | 1991 | Reit im Winkl | 15 km stylem dowolnym  | 45:01,7 | +4:19,1 | Gabriele Heß        |
| 8.      | 18 marca | 1992 | Vuokatti      | 5 km stylem klasycznym | 14:39,3 | +24,7   | Kateřina Neumannová |
| 11.     | 22 marca | 1992 | Vuokatti      | 15 km stylem dowolnym  | 38:31,6 | +1:22,2 | Olga Korniejewa     |
| 2.      | 20 marca | 1992 | Vuokatti      | Sztafeta 4 × 5 km      | ?       | ?       | Finlandia           |

### Puchar Świata

#### Miejsca w klasyfikacji generalnej
- sezon 1992/1993: -
- sezon 1993/1994: -
- sezon 1994/1995: -
- sezon 1995/1996: -

#### Miejsca na podium
Vondrová nigdy nie stała na podium zawodów PŚ.